# .ni
.niは国別コードトップレベルドメイン（ccTLD）の一つで、ニカラグアに割り当てられている。

## 第二レベルドメイン
登録はいくつかの第二レベルドメインの下の第三レベルに行われる。登録用のサイトnic.niなど、第二レベルに直接登録されるサイトもいくつかある。
- .gob.ni: ニカラグア政府
- .co.ni, .com.ni: 商業機関
- .ac.ni, .edu.ni: 教育機関
- .org.ni: 非政府組織
- .nom.ni: 個人ドメイン
- .net.ni: ネットワーク
- .mil.ni: ニカラグア軍

政治的及び商業的理由から、.niは北アイルランドにおいて、アイルランドのドメイン.ieやイギリスのドメイン.ukよりも頻繁に使われている。特に.co.niサブドメインはこの目的のために作られた。